# Сожа

Сожа — река в России, протекает в Тотемском районе Вологодской области и Солигаличском районе Костромской области. Устье реки находится в 27 км по левому берегу реки Воя. Длина реки составляет 23 км.
Исток Сожи находится в Тотемском районе Вологодской области примерно в 34 км к северу от Солигалича. Затем река некоторое время течёт по территории Солигаличского района Костромской области, но в нижнем течении вновь втекает на территорию Вологодской области. Всё течение реки лежит в заболоченном ненаселённом лесном массиве. Генеральное направление течения — северо-запад, крупнейший приток — Боровка (правый).

## Данные водного реестра
По данным государственного водного реестра России относится к Двинско-Печорскому бассейновому округу, водохозяйственный участок реки — Северная Двина от начала реки до впадения реки Вычегда, без рек Юг и Сухона (от истока до Кубенского гидроузла), речной подбассейн реки — Сухона. Речной бассейн реки — Северная Двина.
По данным геоинформационной системы водохозяйственного районирования территории РФ, подготовленной Федеральным агентством водных ресурсов:
- Код водного объекта в государственном водном реестре — 03020100312103000007537
- Код по гидрологической изученности (ГИ) — 103000753
- Код бассейна — 03.02.01.003
- Номер тома по ГИ — 03
- Выпуск по ГИ — 0